# ダイナム
株式会社ダイナム（英: Dynam co.,Ltd）は、東京都荒川区に本社を置き、チェーンストア型パチンコホールを経営する企業。
なお本記事では、ダイナムの親会社で香港証券取引所に上場している株式会社ダイナムジャパンホールディングス（英: DYNAM JAPAN HOLDINGS Co.,Ltd.）についても説明する。

## 概要
2024年6月現在、沖縄県以外の都道府県に393店舗を展開し、パチンコホールチェーンとしては日本一の店舗数である。
他の大手パチンコチェーンに先んじて、労働組合を結成した。2005年3月期には、マルハンに次いでパチンコ業界では2社目となる年間売上高1兆円突破を果たしている。
通常のダイナムブランドの他、低玉貸し専門の「ゆったり館」、また「気軽さ・楽しさ・健康対策」をコンセプトとした低玉貸し専門店・「信頼の森」を展開している。低玉貸に注力している関係で近年売上高は低下しており、2009年3月期以降は売上高が1兆円を割っているが、営業利益はむしろ増加する傾向にある。
パチンコ・パチスロメーカーと協力の上、ダイナムだけに設置する独自の仕様を備えた機種の供給を受けている（ダイナムのみ設置の機種例としては、「CRAぴかパチ」（2017年、豊丸産業）・「CRデジパチエース」（2012年、ベルコ）がある）。
静岡県伊東市伊豆高原に研修施設「天麗301」（日本航空の研修施設を譲受）、山口県下関市豊浦町に研修施設「マリンピア豊浦」（元レジャーランド「マリンピアくろい」を買収）を有する。
2011年3月の東日本大震災に際しては、代表執行役・佐藤洋治名義で、阪神・淡路大震災や新潟県中越地震などの経験から、震災下においては、「地域のコンビニとパチンコ店の明かりは、人々の希望と元気を与える必要な社会的インフラである」「パチンコ店を営業し続けることが地域社会の人々に明るい気持ちと元気を与える重要な役割がある」とする談話を発表した。

## 沿革
- 1967年7月25日 - 佐和商事株式会社設立。
- 1987年11月 - 社名を株式会社ダイナムに変更。
- 2004年12月8日 - 新潟県中越地震向けとしてパチンコ玉・メダルによる義援金（21,617,704円）を日本赤十字社新潟県支部に寄託。
- 2005年 - 同年3月期決算で業界ではマルハンに続いて2番目となる売り上げ1兆円を達成。
- 2006年
  - 2月6日 - 札幌市清田区内の店舗が、商標法違反で道警から摘発された景品卸業者から仕入れた偽ブランド品を景品として扱っていたことが発覚。北海道公安委員会より10日間の営業停止処分を受ける[6]。
  - 6月 - 関連会社・リッチオ株式会社（1987年12月設立）が、「株式会社ダイナムホールディングス」に商号変更。
  - 8月23日 - ISO 27001の認証をパチンコ業界で初めて取得。
  - 8月25日 - プライバシーマークの認証を取得。
  - 10月 - 株式会社ダイナムホールディングスとの株式交換により、同社の100%子会社となる。
  - 11月 - 「営業計画と実際の営業成績に乖離が見られた」として、290店舗（当時）中27店舗を一時休業するリストラを実施[7]。
- 2009年3月 - 新ブランド「信頼の森」を発表。同ブランドについてはボランタリーチェーンとしての展開を計画しており、今後他社にも参加を呼びかける方針[8]。
- 2010年10月 - bjリーグ2010‐2011シーズンのオフィシャルパートナーとなる[9]。
- 2011年9月 - ダイナムホールディングスが会社分割（新設分割）を行い、新設した持株会社「株式会社ダイナムジャパンホールディングス」へ株式会社ダイナムほかの遊技場部門子会社を承継した[10]。
- 2012年8月6日 - ダイナムジャパンホールディングスが香港証券取引所に上場[11]。パチンコホールチェーンとして初の上場であり、日本企業が香港証券取引所に単独上場したのも初となる[12][注 1]。
- 2013年10月 - ダイナムジャパンホールディングスがダイナムホールディングスより、株式会社日本ヒュウマップ及び株式会社ビジネスパートナーズの株式を取得。
- 2015年11月 - ダイナムジャパンホールディングスが夢コーポレーション株式会社を株式交換により完全子会社化[13][14]。

## 株式会社日本ヒュウマップ
株式会社日本ヒュウマップは、東京都荒川区西日暮里に本社がある、ダイナム店舗に隣接した飲食店「めん六や」の運営、ホールで遊技している客へのコーヒーサービス（コーヒー自動販売機を含む）、店舗の清掃業務など、ダイナムが運営するパチンコホールと密接に関連した事業を主に行っている企業である。

### めん六や
めん六やはダイナム店舗に隣接したうどん・蕎麦店である。

### オールド・スパゲティ・ファクトリー
オールドスパゲティファクトリーは、1967年にガス・ダシン（故人）によりオープンしたスパゲティ専門店である。1969年1月10日にオレゴン州ポートランドの一角で開業した。アメリカ西海岸を中心に42店を展開する（2012年12月現在）。店舗の席数が平均400席になる大規模なレストランであることが特徴である。
日本ヒュウマップは、アメリカのオールド・スパゲティ・ファクトリー・インターナショナル社と、日本における独占フランチャイズ契約を締結し、現在、直営2店舗の「オールド・スパゲティ・ファクトリー」を展開している。
- オールドスパゲティファクトリー神戸店
- オールドスパゲティファクトリー名古屋店

## 企業グループ

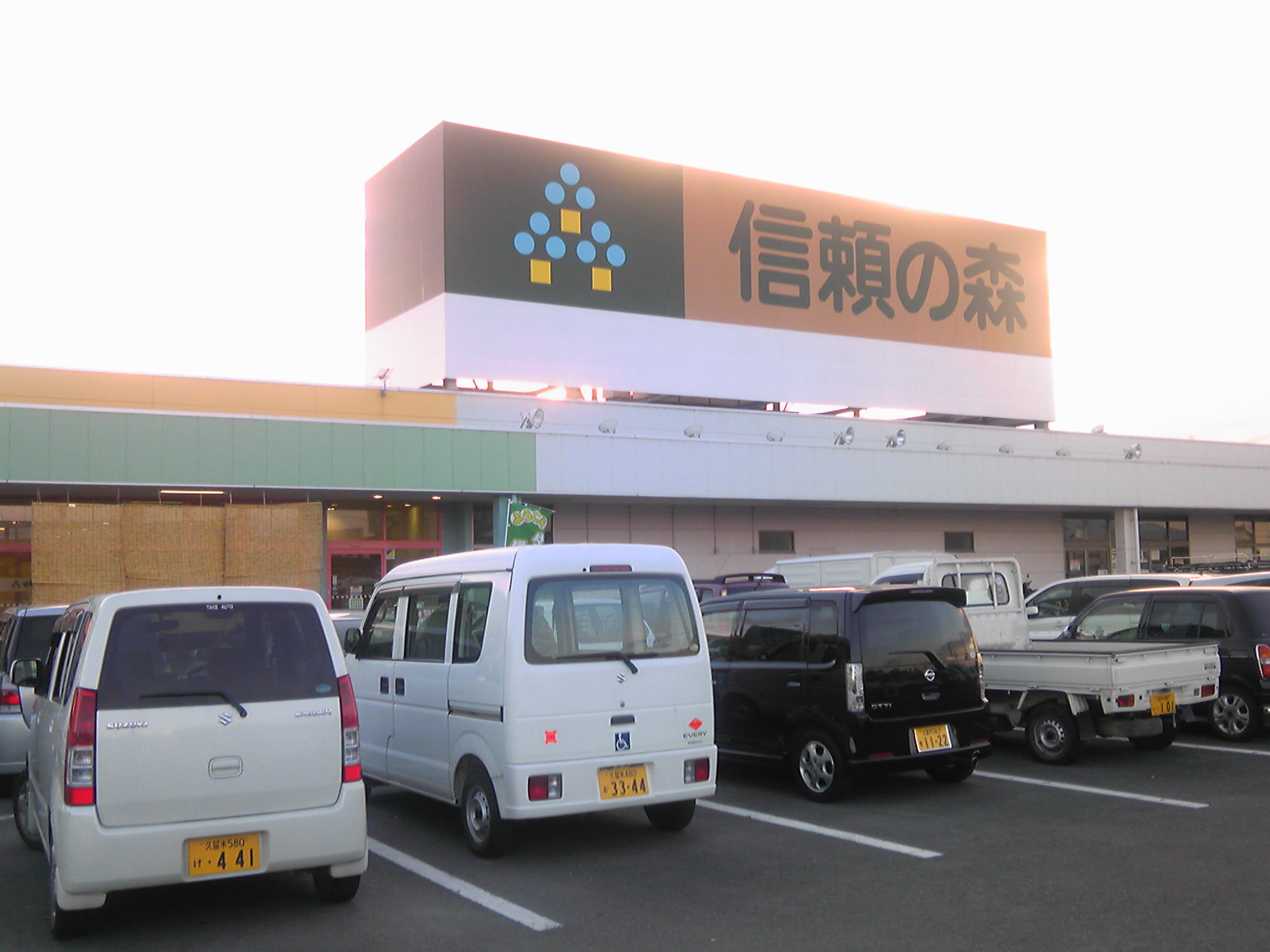
ダイナム信頼の森柳川店
（福岡県柳川市三橋町）

ダイナムジャパンホールディングス傘下
- 株式会社ダイナム
- 株式会社キャビンプラザ
- 夢コーポレーション株式会社
- 株式会社ダイナムビジネスサポート
  - 株式会社信頼の森
- 株式会社チンギスハーン旅行
- 株式会社ビジネスパートナーズ　他

## スポンサー番組

### レギュラー番組
TBS（東京放送）系
- NEWS23 -( 2020年4月7日の2019新型コロナウイルス感染拡大による緊急事態宣言の影響でACジャパンの公共広告のCMに差し替えられた。)[注 2]
- リンカーン - 2011年度後半（10月）より。

テレビ朝日系
- ビートたけしのTVタックル - 2011年度後半（10月）より提供開始。
- ロンドンハーツ

テレビ東京系
- 日経スペシャル カンブリア宮殿 - 2011年度提クレ復帰は6月以降より。

### スポーツ中継特番
TBS（東京放送）系
- 世界陸上2011 - テグ。

テレビ東京系
- 世界卓球2011ロッテルダム - 放映当時は提クレ自粛。